# Dell Latitude

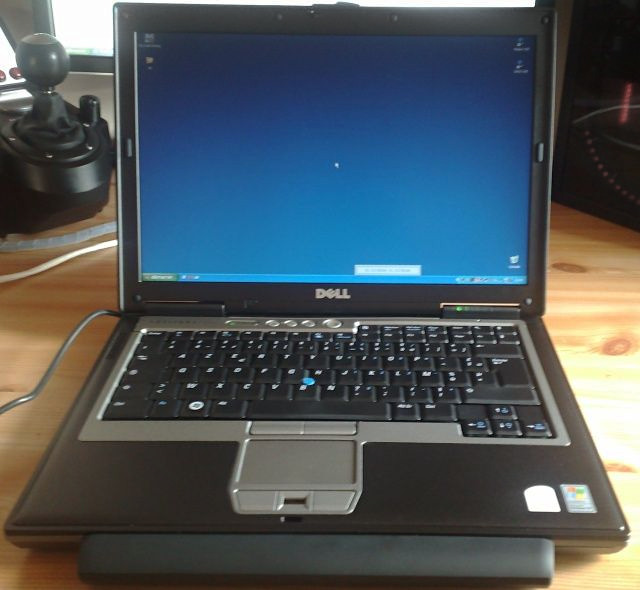
Dell Latitude D630

戴尔的Latitude笔记本电脑品牌是专门面向商务市场，其标准化的部件可在整条生产线上使用，同时设计成可使用多年以减少维护支持费用，相对的戴尔另外一个品牌Dell Inspiron则是瞄准消费者市场，其技术标准就会不时更改。尽管戴尔在一种型号的生产周期内会多次更换零件供应商，但Latitude生产线则通常在其生产周期内保持相同的零配件，这种设计主要是为了让大公司客户简化相应的维护成本。
Dell Latitude 电脑既有坚固的外壳又内置了金属框架；许多型号还提供硬盘保护系统以避免机器坠落或是遭受到强烈的冲击。Strike Zone 是许多Dell Latitude 笔记本电脑中拥有的一项特性用来减少硬盘的震动以保护其免于冲击的破坏。

## 当前型号
目前主推的系列是Latitude D系列，分别是Dx30。型号包括D430（12.1"超轻便携），D531（15,4" AMD 处理器超值型号），D630（14.1" 公司型号）和D830（15.4" 高解析度型号），大多数型号是配置Intel Core 2 Duo以及Intel Santa Rosa芯片组，其中只有D531例外。从D420、D620和D820开始D系列配置宽屏液晶屏幕：分别是12.1"、14.1"和15.4"。
Latitude D620重4.7磅，基本款包括一个1.67 GHz Intel Core Duo T2300 处理器（前端总线为667 MHz）和2 MB（2 MB）的二级缓存。可以选择升级至Core 2 Duo T7X00 处理器（前端总线为667 MHz）及4 MB二级缓存。标准配置的内存是512 MB的DDR2 RAM，可以扩展至4 GB（4 GB），以及4个USB端口。视频方面配置Intel Graphics Media Accelerator x3100，可以选择升级至NVIDIA独立显卡（会导致电池待机时间减少）。
Latitude系列还包括一些特殊型号。D430是一款3.0磅超轻便携式笔记本。Latitude ATG则是D630中一款高性能基本的电脑同时也是Dell唯一一款半坚固型的电脑，全坚固型的则是XFR型号。Latitude XT型号则包括了可选择屏幕式的触摸屏平板电脑。这些特殊型号与其余的Latitude型号保持完全兼容性。